# Çağlayan, Kalkandere
Çağlayan là một xã thuộc huyện Kalkandere, tỉnh Rize, Thổ Nhĩ Kỳ. Dân số thời điểm năm 2010 là 480 người.